# Nanenivunda River
Nanenivunda River är ett vattendrag i Fiji.   Det ligger i divisionen Norra divisionen, i den nordöstra delen av landet, 200 km norr om huvudstaden Suva. Nanenivunda River ligger på ön Vanua Levu.